# Li Xuemei (Leichtathletin)
Li Xuemei (Chinesisch: 李雪梅; Pinyin: Lǐ Xuěméi; * 5. Januar 1977 in Guanghan, Sichuan) ist eine ehemalige chinesische Sprinterin. Sie ist die schnellste asiatische Frau aller Zeiten mit einer persönlichen Bestzeit von 10,79 Sekunden auf 100 Meter und 22,01 Sekunden auf 200 Meter, die beide bei den Chinesischen Nationalspielen 1997 gelaufen wurden.
1998 gewann Li Xuemei bei den Asienspielen in Bangkok über 100 Meter und mit der 4-mal-100-Meter-Staffel, über 200 Meter wurde sie Zweite. Bei den Olympischen Spielen 2000 in Sydney schied sie über 100 Meter im Viertelfinale aus, mit der Sprintstaffel erreichte sie den achten Platz. 2001 gewann sie bei der Universiade in Peking über 200 Meter und mit der Sprintstaffel. 2004 bei den Olympischen Spielen in Athen schied sie im Vorlauf über 100 Meter aus.